# Carlos Trillo
Carlos Trillo (Buenos Aires, 1º maggio 1943 – Londra, 8 maggio 2011) è stato un fumettista argentino considerato uno dei più grandi maestri del genere.

## Biografia
Iniziò a lavorare nel campo dell'editoria negli anni sessanta come editorialista sportivo, redattore di una rivista femminile, collaboratore di riviste umoristiche ma anche di trasmissioni radiofoniche e televisive; esordì come autore di fumetti sulla rivista Patoruzu per la quale lavorò dal 1963 al 1968; divenne anche direttore artistico della rivista Satiricon ma poi la giunta militare che prese il potere dopo il colpo di Stato del 1976 vietò la pubblicazione della rivista.
Nel 1975 cominciò a scrivere sceneggiature per storie a fumetti disegnate da Alberto Breccia e Horacio Altuna; con Altuna realizzò varie serie come Shitychesky, Charlie Moon o Slot-Machine, mentre, con Enrique Breccia, scrisse nel 1977 la serie Alvar Mayor che venne pubblicata fino al 1982 sulla rivista argentina Skorpio (in Italia dalla Eura Editoriale e in Francia dalla Dargaud) e altre serie come El Peregrino en las estrellas, Los viajes de Marco Mono e Il regno blu. Per la Editoriale CEPIM collaborò alla collana Un uomo un'avventura; con Jordi Bernet realizzò Beauty and the Beast, Carnage +, Chiara di notte e, con Domingo Roberto Mandrafina, nel 1979 realizzò la serie Histoires sans mots. Con il disegnatore Alberto Breccia nel 1975 realizza la serie Un certo Daneri che venne pubblicata sulla rivista Mengano della quale divenne nel 1976 anche capo redattore, e col disegnatore Horacio Altuna El Loco Chávez, una seria di strisce a fumetti che verrà pubblicata dal 1975 al 1987 sul quotidiano Clarín e che ebbe anche una trasposizione televisiva nel 1978. Realizzò in questo periodo anche riduzioni a fumetti di classici della letteratura insieme a Alberto Breccia. Nei primi anni ottanta realizzò con Altuna la serie Las puertitas del Señor López, pubblicata sulle riviste El Péndulo e Humo(r) e dalla quale verrà tratto un lungometraggio diretto da Alberto Fischerman.
Durante gli anni ottanta e novanta, con alcuni dei migliori disegnatori del periodo realizza diverse serie come Dragger e El contorsionista (con Mandrafina), Custer (con Jordi Bernet), Bruno Bianco (El Negro Blanco, disegnato da Ernesto García Seijas  che rappresentò la continuità con Loco Chávez dal settembre 1987), Cybersix (con Carlos Meglia), Chiara di notte (Clara de noche, scritta con Eduardo Maicas e disegnata da Jordi Bernet). Nel 2002 esordisce la nuova serie di strisce giornaliere per il quotidiano Clarín, Cazados, disegnata da O'kif.
Trillo era sposato con la scrittrice argentina Ema Wolf con la quale ha avuto due figli. Morì a Londra l'8 maggio 2011.

## Opere

### Fumetti
Con Horacio Altuna
- Loco Chávez (El Loco Chávez)
- Uscita di sicurezza (Las puertitas del Sr. López)
- Shitychesky (Merdichesky)
- El último recreo
- Tragaperras
- Charlie Moon

Con Jordi Bernet
- Chiara di notte (Clara de noche)
- Custer
- LIGHT & BOLD
- Ivan Piire
- Cicca Dum Dum

00-9
Con Eduardo Risso
- Fulù (1989 - 1992)
- Video Noire
- Boy Vampire
- Borderline
- Chicanos

Con Domingo Roberto Mandrafina
- Cosecha Verde (versione italiana Frutto Acerbo), 1989-1990
- Dragger
- The Big Hoax
- The Iguana
- Historias mudas (versione italiana Storie mute)
- El contorsionista
- Fratelli Centobucchi (1993) (versione italiana reintitolata Spaghetti Bros)[9]
- Il Segugio

Altri
- Un certo Daneri (Un tal Daneri, 1975, con Alberto Breccia)
- Cybersix (con Carlos Meglia)
- Alvar Mayor (1977-1982, con Enrique Breccia)
- L'eredità del colonnello (2009, con Lucas Varela).

### Saggi
- Historia de la historieta argentina, Ediciones Record, 1980

## Riconoscimenti
- Premio Yellow Kid al Salone Internazionale dei Comics (1978)